# 1,5-Di-hidroxinaftaleno
1,5-Diidroxinaftaleno, naftaleno-1,5-diol ou 1,5-naftalenodiol é o composto orgânico de fórmula C10H8O2, SMILES c1cc2c(cccc2O)c(c1)O e massa molecular 160,169. Apresenta ponto de fusão de 257-260 °C e acima de 260 °C decompõe-se. Possui ponto de fulgor de 252 °C. É classificado com o número CAS 83-56-7, MOL File 83-56-7.mol e CBNumber CB2685052.
É intermediário na síntese de diversos corantes.